# 吉田省三 (実業家)
吉田 省三（よしだ しょうぞう、1943年4月20日 - ）は、日本の実業家。

## 経歴
福岡県に生まれる。1962年福岡県立修猷館高等学校を経て、1967年慶應義塾大学法学部を卒業。
1967年九州電力に入社。1994年燃料部次長、1996年同部長原子燃料担当、1999年理事大分支店長、2001年7月執行役員大分支店長を務めた後、2003年6月退任。
2003年6月日本タングステン代表取締役社長に就任。2010年6月取締役会長、2014年6月取締役相談役となる。